# Rietwijkerstraat

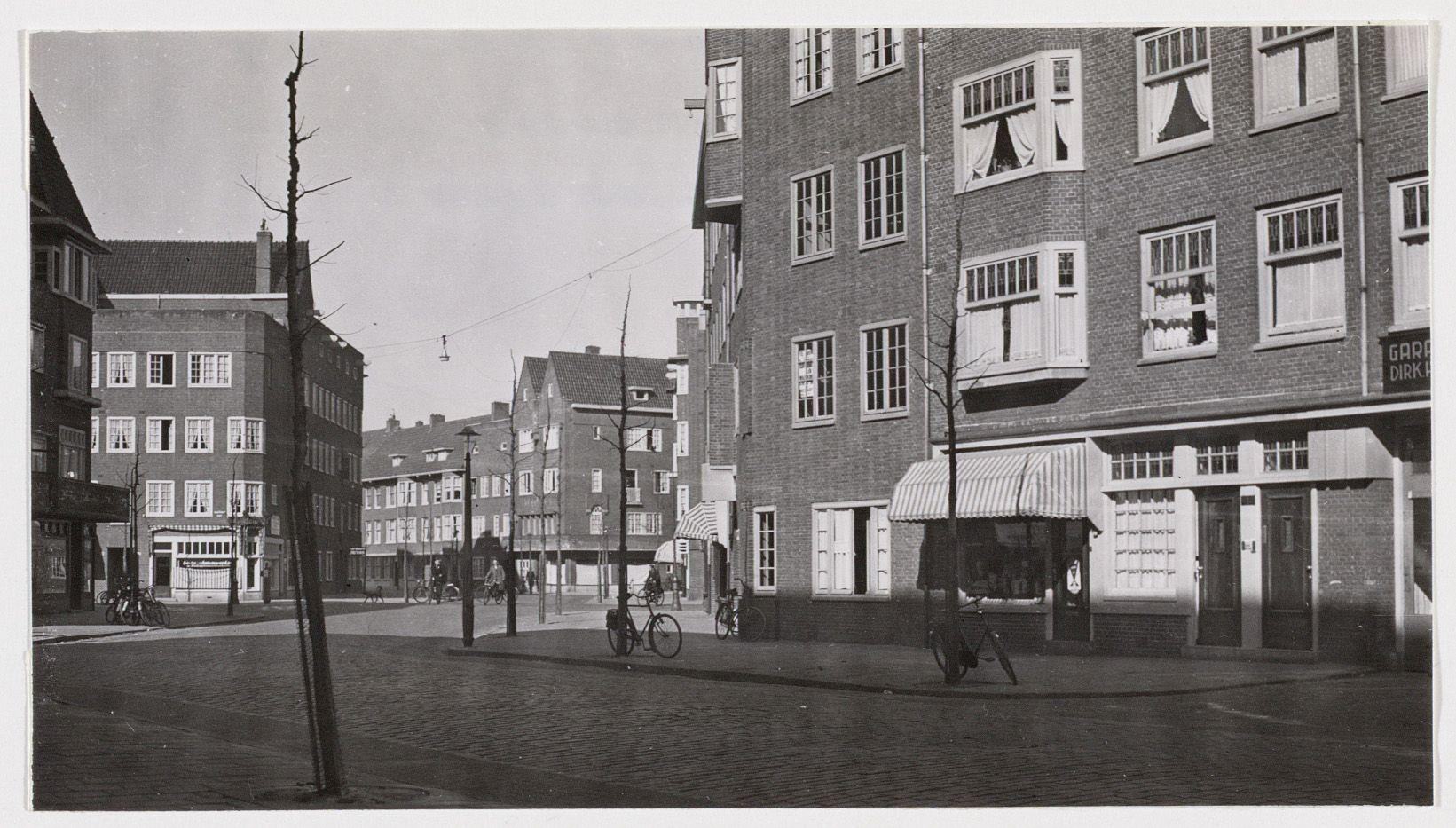
Slingerende Rietwijkerstraat in 1938

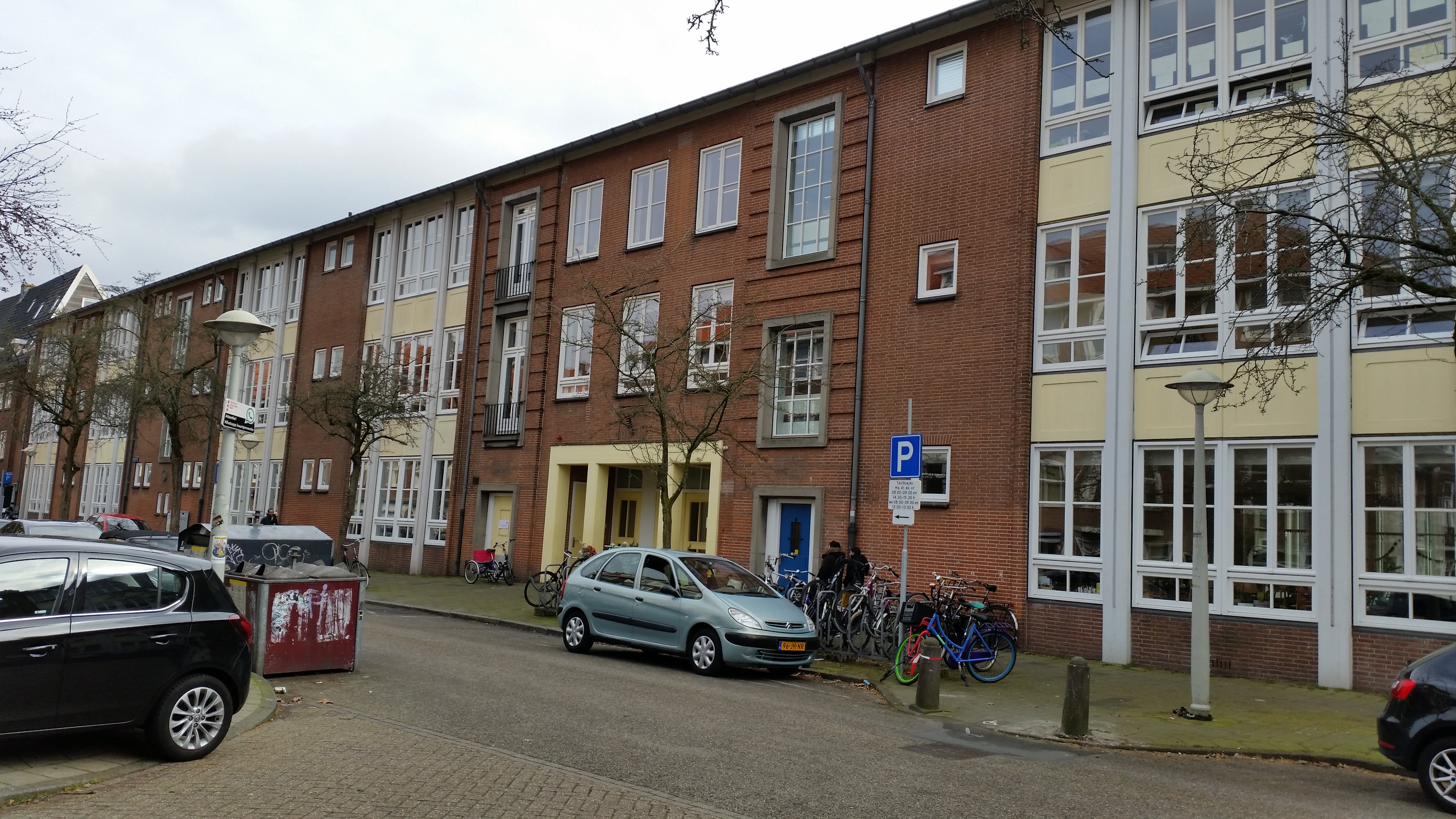
Rietwijkerstraat 55-77 (maart 2019)

De Rietwijkerstraat is een straat in de Hoofddorppleinbuurt in het Amsterdamse stadsdeel Zuid.

## Geschiedenis en ligging
De straat kreeg per raadsbesluit van 16 februari 1927 haar naam, een vernoeming naar de voormalige buurtschap Rietwijk ten westen van Amstelveen, dat plaats moest maken voor de aanleg van het Amsterdamse Bos. Die buurtschap deelde haar naam met het dorp Rietwijk, dat in de tweede helft van 17e eeuw verzwolgen werd door de Haarlemmermeer. De originele straat begon aan de Leimuidenstraat en liep westwaarts. Vanaf 1928 begint ze aan de Sloterkade en eindigt bij de Westlandgracht. De straat slingert zich een weg door het zuidelijk deel van de Hoofddorppleinbuurt. Ze kruist daarbij de Aalsmeerweg, de belangrijkste verkeersader hier. De eerste bewoners zagen als ze westwaarts keken het land- en tuinbouwgebied van de Sloterpolder, dat na de Tweede Wereldoorlog volgebouwd zou worden met Slotervaart. Een voetbruggetje legde al een vroege verbinding.

## Gebouwen
De straat werd volgebouwd in de periode 1927-1935 op een gebouw na, een school. De straat bevat voornamelijk woonpanden (blokkenbouw) met hier en daar een winkel. Van een aantal gebouwen is de architect bekend:
- Rietwijkerstraat 1-3 hoek Sloterkade 183-186 is ontworpen door architect Arend Jan Westerman.
- Rietwijkerstraat 29-35 is ontworpen door Jan Boterenbrood in een woonblok verder bestaande uit bebouwing aan de Aalsmeerweg, Woubruggestraat; Boterenbrood ontwierp alle hoekpanden op de kruising Rietwijkerstraat en Aalsmeerweg; bouwstijl Amsterdamse School
- Rietwijkerstraat 55-77, een schoolgebouw

### Rietwijkerstraat 55-77
In 1950 vond de gemeente het noodzakelijk dat er een permanente school kwam in deze buurt. Het grote probleem daarbij was de financiering. Er moesten zoveel scholen gebouwd worden dat er een achterstand ontstond. Zo kon op deze plaats pas in 1952 begonnen worden met de bouw (elders zoals bijvoorbeeld in de Rivierenbuurt was er een grotere achterstand). Een jaar later dreigde een onhoudbare situatie te ontstaan, schoolgebouwen waren nog niet gereed om de vele kinderen onderdak te bieden. Op de grens van 1953/1954 werd de school geopend (eerste oplevering 5 januari 1954). Het was een doorloopschool (in tegenstelling tot een gangenschool), die kwam van de tekentafels van de Dienst der Publieke Werken, in dit geval van Gerrit Herman Kleinhout en Albert Johan van der Steur. Er werden ongeveer 17 klaslokalen gebouwd die een flink deel van de gevelwand in beslag namen; er werden maar drie bouwlagen toegepast. De bouwstijl was een combinatie van de Delftse School (veel baksteen) en het nieuwe bouwen (grote raamoppervlakten voor licht, lucht en ruimte). De school neemt ook een deel van de binnenterreinen in beslag. Probleem van de school was wel dat kinderen de drukke en daardoor onveilige Aalsmeerweg moesten oversteken. In de school werd gevestigd de Hillegomschool, die een gebouw aan de Hillegomstraat moest verlaten. In 2019 is er nog steeds een school in het pand gevestigd (basisschool Tobiasschool). In 2014 werd het tot gemeentelijk monument verklaard.